# Oligia juncta
Oligia juncta là một loài bướm đêm trong họ Noctuidae.